# Навсе-Бжостецькі
Навсе-Бжостецькі (пол. Nawsie Brzosteckie) — село в Польщі, у гміні Бжостек Дембицького повіту Підкарпатського воєводства.
Населення — 848 осіб (2011).
У 1975-1998 роках село належало до Тарновського воєводства.

## Демографія
Демографічна структура станом на 31 березня 2011 року:
|          | Загалом | Допрацездатний вік | Працездатний вік | Постпрацездатний вік |
| -------- | ------- | ------------------ | ---------------- | -------------------- |
| Чоловіки | 434     | 113                | 278              | 43                   |
| Жінки    | 414     | 92                 | 229              | 93                   |
| Разом    | 848     | 205                | 507              | 136                  |